# Radical de un álgebra de Lie
En la teoría matemática de álgebras de Lie, el radical de un álgebra de Lie {\displaystyle {\mathfrak {g}}} es el mayor ideal soluble de {\displaystyle {\mathfrak {g}}.}
El radical, denotado como {\displaystyle {\rm {rad}}({\mathfrak {g}})}, se ajusta a la sucesión exacta
{\displaystyle 0\to {\rm {rad}}({\mathfrak {g}})\to {\mathfrak {g}}\to {\mathfrak {g}}/{\rm {rad}}({\mathfrak {g}})\to 0}
donde {\displaystyle {\mathfrak {g}}/{\rm {rad}}({\mathfrak {g}})} es un álgebra de Lie semisimple. Cuando el cuerpo base tiene característica cero y {\displaystyle {\mathfrak {g}}} tiene dimensión finita, el teorema de Levi afirma que esta sucesión exacta es divisible; es decir, existe una subálgebra (necesariamente semisimple) de {\displaystyle {\mathfrak {g}}} que es isomorfa al cociente semisimple {\displaystyle {\mathfrak {g}}/{\rm {rad}}({\mathfrak {g}})} a través de la restricción del mapa del cociente {\displaystyle {\mathfrak {g}}\ a{\mathfrak {g}}/{\rm {rad}}({\mathfrak {g}}).}. Una noción similar es la de subálgebra de Borel, que es una subálgebra (no necesariamente única) maximalmente soluble.

## Definición
Sea {\displaystyle \mathbb {K} } un cuerpo algebraico y sea {\displaystyle {\mathfrak {g}}} un álgebra de Lie de dimensión finita sobre {\displaystyle \mathbb {K} }, entonces existe un único ideal soluble máximo, llamado radical, por la siguiente razón:
En primer lugar, sean {\displaystyle {\mathfrak {a}}} y {\displaystyle {\mathfrak {b}}} dos ideales solubles de {\displaystyle {\mathfrak {g}}}. Entonces {\displaystyle {\mathfrak {a}}+{\mathfrak {b}}} es de nuevo un ideal de {\displaystyle {\mathfrak {g}}}, y es soluble porque es una extensión de {\displaystyle ({\mathfrak {a}}+{\mathfrak {b}})/{\mathfrak {a}}\simeq {\mathfrak {b}}/({\mathfrak {a}}\cap {\mathfrak {b}})} por {\displaystyle {\mathfrak {a}}}. Consideremos ahora la suma de todos los ideales solubles de {\displaystyle {\mathfrak {g}}}. Es no vacía ya que {\displaystyle \{0\}} es un ideal soluble, y es un ideal soluble por la propiedad de la suma que acabamos de derivar. Es evidente que es el único ideal soluble máximo.

## Conceptos relacionados
- Un álgebra de Lie es semisimple si y sólo si su radical es {\displaystyle 0}.
- Un álgebra de Lie es reductora si y sólo si su radical es igual a su centro.